# Dorcadion bithyniense
Dorcadion bithyniense är en skalbaggsart som beskrevs av Louis Alexandre Auguste Chevrolat 1856. Dorcadion bithyniense ingår i släktet Dorcadion och familjen långhorningar. Inga underarter finns listade i Catalogue of Life.